# Arctia brunneosparsa
Arctia brunneosparsa là một loài bướm đêm thuộc phân họ Arctiinae, họ Erebidae.